# Tosagua
Tosagua es una ciudad ecuatoriana; cabecera cantonal del Cantón Tosagua, perteneciente a la Provincia de Manabí.  Se localiza al centro-norte de la región litoral del Ecuador, en una extensa llanura, atravesada por el río Carrizal, a una altitud de 11 m s. n. m. y con un clima cálido tropical de 25 °C en promedio.
Es llamada "El Corazón de Manabí" por su ubicación geográfica. En el censo de 2022, tiene una población de 31,309 habitantes, donde el 63.85% (19,992) vive en la ruralidad y el 36.15% (11,317) en la zona urbana. Forma parte del área metropolitana de Chone, pues su actividad económica, social y comercial está fuertemente ligada a Chone, siendo "ciudad dormitorio" para miles de personas que se trasladan a aquella urbe por vía terrestre diariamente. El conglomerado alberga a más de 150 000 habitantes. Sus orígenes datan de la época prehispánica, pero es en el siglo XX, cuando se consolida como urbe y obtiene su cantonización en 1984. Las actividades principales de la ciudad son el comercio, la ganadería, y la agricultura.

## Historia

### Orígenes
El actual territorio de Tosagua estuvo habitado antes de la llegada de los españoles por Los Tosahuas, una parcialidad indígena perteneciente al Reino de los Caras y que se asentó en los márgenes del Río Carrizal que en la etapa colonial se denominaba como Río Tosagua. Esta gente llegó a mantener estrechas relaciones con otras tribus, como los chonanas, ñauzas, caniloas, passaos, apedigues, pichotas, pinpiguasíes, entre otros que también formaban parte de dicho reino.
En 1534 como consecuencia de la conquista española, el gobernador de Guatemala, Pedro de Alvarado, dejó en Tosahua a Luis de Moscoso y Diego de Holguín, 30 españoles y a varias docenas de indios centroamericanos. El lugar era conocido con el nombre de Tosahua, hasta que durante el siglo XVII fue sustituida en el vocablo H por la G, y se denominó Tosagua. Como el poder eclesiástico era determinante en el control geopolítico de la Real Audiencia de Quito, los habitantes de Tosagua, entre ellos Manuel Alonso Vera, Efraín de la Vega, Crisanto Marcillo, pidieron a la Arquidiócesis de Quito la erección de una parroquia eclesiástica, que fue creada el 8 de diciembre de 1628, con el apoyo del Presidente de la Real Audiencia de Quito, señor Antonio de Morga. Durante su vida parroquial, Tosagua no logró un importante desarrollo. Por más de 28 años los territorios asignados a Tosagua en aquella época formaron parte del efímero Gobierno de Caráquez.

### Independencia y época republicana
Tras la independencia del país de la tutela española, en 1822 Tosagua fue constituida parroquia civil del cantón Montecristi, uno de los tres que constituían la provincia de Manabí, creada a través de la ley de división territorial promulgada por Simón Bolívar, jefe Supremo de la Gran Colombia.
- 11 de julio de 1827: Este próspero territorio pasa a formar parte del cantón Portoviejo.
- 30 de septiembre de 1852: Pasa a formar parte del recién creado Cantón Rocafuerte. [4]
- 1917: Ocurre una gran epidemia de peste bubónica que diezma considerablemente a sus habitantes.
- 21 de septiembre de 1935: Se produce un gran incendio que destruye casi la totalidad de la Ciudad.
- 1979: Creación de camal municipal
- 25 de enero de 1984: El presidente constitucional de la república Oswaldo Hurtado Larrea ordena la ejecución de la cantonización
- 1984: Fundación de la Cámara de Comercio.
- 1987: Creación del patronato municipal.
- 1997: Fenómeno del niño.
- 4 de agosto de 1998: Terremoto: El primer sismo de una magnitud de 5,7 grados en la escala de Richter, se sintió a las 12:35 PM, y el epicentro fue ubicado a una profundidad de aproximadamente 28 metros. En cambio el segundo y más fuerte de los sismos, se registró a las 13:59 h con un magnitud de 7,1 grados en la escala de Richter y su epicentro fue situado a 10 km al norte de la ciudad de Bahía de Caraquez y a una profundidad de 37 km.

El desarrollo en el ámbito social cultural de Tosagua ha sido muy lento y paulatino, siendo más notorio su adelanto a partir de la década de los 70.

## Geografía
Tosagua se encuentra al noroeste de la provincia de Manabí, a una altitud media de 18 metros sobre el nivel del mar, entre la latitud 0° 47′ 20.49″ S y longitud 80° 14′ 4.94″ W. La ciudad se asienta en la orilla del río Carrizal, que forman parte de la cuenca hidrográfica del río Chone, la misma que es la mayor de la provincia con una extensión de 2267 km². Comprende dos partes perfectamente diferenciadas, una irregular que constituyen las colinas, con pendientes menores al 30%, y otra plana, hacia el norte y noroeste, cuya principal características es la zona inundable. En esta zona se prevé la expansión futura con sus respectivos rellenos.

### Clima
Precipitaciones

Valor máximo mensual 261 mm

Valor medio mensual 99 mm

Valor mínimo mensual 11 mm
Temperatura

El máximo valor anual es 37 °C 

El mínimo valor anuales 15 °C

El valor medio es de 26,1 °C.
Humedad relativa del aire

El valor medio interanual es 77%

El valor más alto es 81%

El más bajo es 73%
La máxima evaporación mensual es de 102 mm y la mínima 54 mm. Durante el año se tiene una nubosidad de 7 octavos. La velocidad media mensual fluctúa entre 1,4 m/s 1,7 m/s siendo el valor medio de 1,6 m/s. La dirección predominante del viento es N.-S. Se tiene ráfagas entre 8 y 12 m/s. Las horas de brillo solar llegan a 1038 al año, en los meses de invierno se tiene la mayor cantidad de horas de brillo solar.

### Minas
Posee algunos recursos minerales, entre ellos arcilla, bentonita,y petróleo. 
La bentonita es un material utilizado en el revestimiento de pozos petroleros.
La Arcilla, que sirve a los habitantes para la fabricación de ollas u objetos domésticos de barro, se encuentra en diversos sitios del cantón.
El petróleo no ha sido explotado pero su presencia ha sido constatada en estudios realizados por la Petroleum Company, y su reserva está ubicada en el sector de los amarillos.

### Fauna
En las montañas de Tosagua habitan todavía especies raras y coloridas de pájaros, algunos mamíferos, iguanas y culebras.Se han extinguido prácticamente los monos, tigrillos, armadillos y otros animales que antes había en la región. La presencia del Carrizal ha permitido el desarrollo de una fauna de invertebrados en las riveras aun frondosas del río, y también de especies bioacuáticas. El camarón originario de río poco a poco desaparece así como otras especies, debido principalmente a la tala de árboles y manglares.

### Geología
Dentro de la zona de nuestro interés, podemos encontrar principalmente la formación Tosagua cuya descripción es la siguiente. Se encuentra emplazada entre las cuencas Progreso y Manabí y descansa discordantemente sobre el Complejo Santa Elena (Progreso) y también sobre la Formación San Mateo (Manabí). La formación está dividida en tres miembros:
- Miembro Zapotal.- Está expuesto alrededor de las márgenes de la cuenca Progreso, el Miembro Zapotal consiste de conglomerados basales, areniscas y lutitas sobrepasando los 1000 metros de espesor.
- Miembro Dos Bocas.- El Miembro Dos Bocas comprende la mayoría de la Formación Tosagua: Las Dos Bocas consiste principalmente de lutitas de color chocolate, localmente con otras litologías (limolitas, areniscas, bentonita) y alcanza un espesor máximo de 2400 metros en la cuenca Progreso y 1000 metros en la Manabi.
- Miembro Villingota.- Consiste de lutitas laminadas diatomáceas con un color blanco de meteorización, variando de 250–650 metros de espesor, sobreyace tradicionalmente a las lutitas “chocolate” del Miembro Dos Bocas.En el área de interés se encuentran los miembros Dos Bocas y Villingota de la formación Tosagua, observándose un predominio de rocas lutitas.

### Suelo
El tipo de suelo de Tosagua, una vez saturado presenta por lo menos aparentemente características bastante buenas para la construcción, pero se debe considerar la incidencia de los cambios en cuanto a períodos de precipitación, y los largos períodos de sequía a los que está expuesto el cantón Tosagua y que producen un fenómeno cíclico de expansión y contracción.
Con la presencia de las lluvias en largos períodos, los suelos no solo captan gran humedad, con lo cual se expanden, se erosionan, etc., sino que también forman parte de un sistema hidrogeológico con la presencia del nivel freático y la circulación de aguas subterráneas, con lo que pueden presentarse fenómenos de tubificación y sifonamiento, que agravan más su comportamiento geomecánico posterior.
En las investigaciones realizadas se constató, que el tratamiento de control de la expansión con cal podía ser más eficiente si la cal estaba totalmente pulverizada, en caso contrario, la eficiencia del tratamiento disminuye notablemente.

### Orografía
El Carrizal es el principal elemento orográfico del cantón y de hecho uno de los más importantes de Manabí, cuyas riberas son las planicies más grandes y productivas de la región.
El Río Carrizal nace en las montañas del Cantón Bolívar, y recorre de sureste a noreste, recibe la influencia de las aguas del río Canuto y del Chone y se convierte en la mayor cuenca hidrográfica de la provincia, que desemboca en el Cantón Sucre.

### Límites
- Norte: Chone y Sucre
- Sur: Junín y Rocafuerte
- Este: Bolívar
- Oeste: Sucre

## Política
Territorialmente, la ciudad de Tosagua está organizada en una sola parroquia urbana, mientras que existen 2 parroquias rurales con las que complementa el aérea total del Cantón Tosagua. El término "parroquia" es usado en el Ecuador para referirse a territorios dentro de la división administrativa municipal.
La ciudad y el cantón Tosagua, al igual que las demás localidades ecuatorianas, se rige por una municipalidad según lo previsto en la Constitución de la República. El Gobierno Autónomo Descentralizado Municipal de Tosagua, es una entidad de gobierno seccional que administra el cantón de forma autónoma al gobierno central. La municipalidad está organizada por la separación de poderes de carácter ejecutivo representado por el alcalde, y otro de carácter legislativo conformado por los miembros del concejo cantonal.
La Municipalidad de Tosagua, se rige principalmente sobre la base de lo estipulado en los artículos 253 y 264 de la Constitución Política de la República y en la Ley de Régimen Municipal en sus artículos 1 y 16, que establece la autonomía funcional, económica y administrativa de la Entidad.

### Alcaldía
El poder ejecutivo de la ciudad es desempeñado por un ciudadano con título de Alcalde del Cantón Tosagua, el cual es elegido por sufragio directo en una sola vuelta electoral sin fórmulas o binomios en las elecciones municipales. El vicealcalde no es elegido de la misma manera, ya que una vez instalado el Concejo Cantonal se elegirá entre los ediles un encargado para aquel cargo. El alcalde y el vicealcalde duran cuatro años en sus funciones, y en el caso del alcalde, tiene la opción de reelección inmediata o sucesiva. El alcalde es el máximo representante de la municipalidad y tiene voto dirimente en el concejo cantonal, mientras que el vicealcalde realiza las funciones del alcalde de modo suplente mientras no pueda ejercer sus funciones el alcalde titular.
El alcalde cuenta con su propio gabinete de administración municipal mediante múltiples direcciones de nivel de asesoría, de apoyo y operativo. Los encargados de aquellas direcciones municipales son designados por el propio alcalde.

### Concejo cantonal
El poder legislativo de la ciudad es ejercido por el Concejo Cantonal de Tosagua el cual es un pequeño parlamento unicameral que se constituye al igual que en los demás cantones mediante la disposición del artículo 253 de la Constitución Política Nacional. De acuerdo a lo establecido en la ley, la cantidad de miembros del concejo representa proporcionalmente a la población del cantón.
Tosagua posee 5 concejales, los cuales son elegidos mediante sufragio (Sistema D'Hondt) y duran en sus funciones cuatro años pudiendo ser reelegidos indefinidamente. De los cinco ediles, 4 representan a la población urbana mientras que uno representa a las 2 parroquias rurales. El alcalde y el vicealcalde presiden el concejo en sus sesiones. Al recién instalarse el concejo cantonal por primera vez los miembros eligen de entre ellos un designado para el cargo de vicealcalde de la ciudad.

## Turismo
En el Cantón Tosagua está realizando una exhaustiva campaña en busca de mejorar la realidad existente ya que sus establecimientos no tienen un registro aprobado por CETUR; sin embargo lugares como las orillas del río Carrizal en la parroquia Ángel Pedro Giler, son la elección predilecta de las familias tosaguenses y los turistas, a la vez complementados con complejos turísticos ideales para el desarrollo de eventos y seminarios, o simplemente brindar un momento de recreación y esparcimiento.

Tosagua reúne condiciones para aprovechar la diversidad de recursos naturales, la producción agrícola ganadera se constituyen elementos atractivos al visitante en el territorio se cosechan productos de ciclo corto lo que genera un paisaje impresionante. 

En la parroquia San José de Bachillero se encuentran las lagunas donde se crían los chames la especial es capturada y vendida en el mismo lugar.

San José de Bachillero está constituido en un recurso turístico por encontrarse a orillas del río Carrizal donde existen playas fluviales. 
Botija adentro y las montañitas son lugares adecuados para el turismo arqueológico en el lugar se ha encontrado piezas valiosas de barro y oro, las huellas del ferrocarril desde corrales hacia Bahía de Caráquez también constituye una herramienta turística.

Además hay que rescatar la belleza de los humedales de la Sabana y la parroquia Ángel Pedro Giler.

Otro punto importante que hay que tomar en cuenta es la situación geográfica que posee el cantón, y su red vial que constituye un paso obligado a nivel regional e interprovincial, lo que es un punto positivo que debe ser aprovechado para la difusión turística.

Existen temporadas especialmente en los meses de agosto, octubre y diciembre en donde acuden turistas nacionales y de los alrededores del cantón, un porcentaje menor turistas extranjeros, la razón de la afluencia en esos meses es por la época de vacaciones de la sierra, fiestas del cantón, comercialización de productos compra-venta especialmente de tipo agrícola ganadero.

### Humedal La Sabana
Los humedales de La Sabana son parte de la convergencia de los ríos Carrizal (Tosagua) y río Chone (Chone) el cual siempre ha funcionado como un estabilizador natural. En las épocas de lluvias el humedal cubre un área de 1742 hectáreas de áreas inundadas. Se está promoviendo un proyecto para resaltar los atractivos turísticos existentes en los humedales y que sus habitantes se organicen en una asociación de guías nativos y administradores del área para el uso ecoturístico en el que se dispondrá de un centro de interpretación para brindar información a los visitantes.

El humedal tiene escenarios relevantes con tierras inundadas en donde vegetación flotante está adaptada a vivir en esas circunstancias. Allí existen cientos de aves acuáticas que viven en este reducto, algunas de ellas son aves migratorias del hemisferio norte que vuelan cientos de kilómetros durante la época de invierno para obtener recursos alimenticios y sitios de descanso.
Existen 164 especies de aves distribuidas en 44 familias conocidas en estos humedales. 22 tipos de aves son migratorias procedentes de Canadá y Estados Unidos, 2 del hemisferio sur, 63 son acuáticas y 77 son especies de ambientes terrestres, que arriban entre los meses de agosto y enero, siendo este sitio un lugar de tránsito provisional para descansar y alimentarse. Algunas de las especies residentes utilizan el humedal para cortejo y anidación. Hay especies de aves que vienen a este humedal tanto en invierno como en verano, utilizan el lugar para reproducirse, cortejar, y anidar entre ellas están varias garzas.
Se han registrado 8 especies de mamíferos, entre ellos la nutria, murciélago pescador y el venado de cola blanca. Hay también raposas, cabeza de mate y más. En cuanto a plantas se han identificado 36 especies.
Una especie que puede observarse con facilidad es la jacana carunculada (Jacana jacana) que es una de las maravillosas aves adaptadas a desplazarse fácilmente en la vegetación flotante, con el uso de largas patas y dedos que poseen, y cuyo macho asume las funciones de cuidado y alimentación de sus polluelos en lugar de la hembra.
Otras especies interesantes de ver son las garzas cocoi, el pato silbon canelo, la cigüeña americana, el águila pescadora, la gallareta común, el gavilán caracolero entre otras especies.

### Balneario de agua dulce “Ángel Pedro Giler”
La fama de sus playas ribereñas poco a poco empezó a propalarse hasta hoy en que, propios y extraños la vistan frecuentemente.

Al recurso natural de las playas del río se suman una serie de atractivos de índole natural, igualmente, y otros relacionados con la gastronomía, como son las salchichas o longanizas, los asados, empanadas, productos lácteos y demás productos que conforman las exquisiteces que se expenden en las orillas del río; Además de la implementación del Complejo Turístico "La estancia de Don Vicho".

### Fundación y escuela ecológica ”Abdón Bermúdez”
Es una fundación encargada de la comunidad y preservación de la vida silvestre y de un sinnúmero de plantas. En dicho lugar se recibe a personas o instituciones que quieran tener conocimiento sobre las plantas.

El sitio cuenta con cabañas tipo aula donde se refuerza todo lo visto en las plantaciones, además encontramos viveros de todos las plantas nativas de la región y de otras partes; también encontramos plantaciones de Teca y de caña guadua.

### Otros atractivos turísticos
- Humedal La Sabana
- Ciénaga grande
- Hipódromo "Los Tulipanes"
- Balneario de agua dulce “Ángel Pedro Giler”
- Badenes sitio El Recreo
- Badenes de San José de Bachillero
- Fincas agro turísticas
- Valle del Río Carrizal
- Sitios arqueológicos, sector El Toro, Roma, Cerro Verde, sector cuatro esquinas, La Madera, La Melilla, El Barro.
- Centro artesanal: sitio El Barro, confección de ollas y otros utensilios de este material.
- Fundación y escuela ecológica ”Abdón Bermúdez” sitio “La Pitahaya”
- Estancia de "Don Vicho" (parroquia Ángel Pedro Giler)

## Cultura

### La leyenda de la Virgen
Una implacable sequía azotaba desde hace muchos años la provincia y en especial a Rocafuerte. Don Hermenegildo Alcibar yacía sufrido y resignado por la pérdida de una vaca, una de las últimas que quedaban vivas y productivas en la región. Sucedió el milagro de que el animal apareciera en su corral misteriosamente y que sus patas estuvieran sucias de lodo fresco, revelando la existencia de un manantial. Don Hermenegildo salió a buscar la fuente y se hallaba sediento y cansado, en la cumbre de una colina cuando le sobrevino un estado de letargo que lo obligó a cobijarse bajo un árbol.

Fue entonces cuando se le apareció la Virgen Inmaculada y le dijo que a doce pasos de su mano izquierda estaba la fuente. En efecto vio a la Virgen, de cuyos pies brotaba la fuente.

Don Hermenegildo regresó para organizar una romería y trasladar la imagen de la virgen, que estaba en el pueblo al lugar de la aparición, pero una fuerza sobrenatural lo impidió.
Esto hizo que muchos feligreses que eran extraños al sector se quedaran para siempre en el lugar.
Ahora celebran cada 8 de Diciembre las festividades en honor a la Virgen milagrosa.

### Arquitectura
Predominan los edificios de cemento armado y quedan muy pocas construcciones antiguas. En la parte rural, se pueden encontrar algunas construcciones de caña, 

El prototipo de casa construida en Tosagua es de dos plantas y lleva un balcón. Se repite el balaustre de cemento, en sustitución del antiguo barrote torneado de madera. Aún quedan en las antiguas grandes haciendas las solemnes construcciones del pasado.

### Bailes típicos y música
Subsisten los últimos vestigios del chigualo en algunos puntos de Tosagua, y aún se baila el pasacalle o se canta el pasillo costeño, pero predomina el baile característico de la música antillana moderna: el merengue y la cumbia, en el que participa la pareja.

Existen muchos músicos que han logrado integrar orquestas que interpretan ritmos tropicales, y músicos solistas o dúos que interpretan baladas modernas o pasillos tradicionales ecuatorianos.

La guitarra de palo es predominante en la música criolla, que se desarrolló después de la colonización española de América.

Son numerosos los pasillos y pasacalles hechos en honor a esta tierra por sus habitantes.

### Gastronomía
Son particularmente reconocidos sus exquisitos dulces, por los que también es famosa Rocafuerte. También son parte de la gastronomía de Tosagua la hallaca, el suero blanco, el caldo de gallina criolla con yuca y plátano asado, el pan de almidón, las tortillas de maíz o yuca, tamales, pan, dulces, manjar de leche, mistelas, rompope, corviche, y cerca del río Carrizal el chame frito y asado.

## Demografía
El crecimiento poblacional con relación al penúltimo censo (2001) es de 1,36%; Acorde al último censo (2010), la población del cantón Tosagua es de 31 309 habitantes, de los cuales 15 745 son mujeres y 15 564 son hombres, distribuidos en el área urbana y rural. Del total de habitantes el 58,1% como montubios, el 40,7% se identificó como mestizos, y el 1,2% de la población restante distribuye su identificación entre afroecuatorianos, blancos, indígenas y otros.
En la siguiente tabla se muestra porcentualmente las viviendas con acceso a servicios básicos por red pública. Según el censo 2022 en Tosagua hay 11.129 viviendas particulares, siendo que están ocupadas 9.416 viviendas.
| Acceso a servicios básicos                                | Censo 2001 | Censo 2010 | Censo 2022 |
| --------------------------------------------------------- | ---------- | ---------- | ---------- |
| Viviendas con acceso a agua por red pública               | 74%        | 69,4%      | 76,6%      |
| Viviendas con acceso a energía eléctrica por red pública  | 76,7%      | 89,1%      | 96,7%      |
| Viviendas con acceso al servicio de recolección de basura | 33,9%      | 46,4%      | 67%        |
| Viviendas con acceso a la red pública de alcantarillado   | 5,3%       | 1,5%       | 13,6%      |

## Economía
Es zona ganadera por excelencia vacuno, también se cría aves de corral y porcinos. Es tierra apropiada para el sembrío de algodón, yuca, higuerilla que se dan en abundancia, además se cultiva el maíz, maní, haba, frejol, achocha, camote y el arroz, se da el mango en variada calidad, guaba, granada, cereza a gran cantidad.
Además de los productos naturales nombrados que se dan en abundancia en Bachillero tenemos el queso y el huevo, como productos minerales solo se encuentran las piedras y arenas. El principal producto natural es el chame ya que con este se hace intenso comercio y además es el que más se consume en la zona. Bachillero es un gran potencial en cuanto a su tierra, "toda semilla que coloques en su suelo germinará", es muy conocido en la geografía por el sembrío de ciclo corto.
Aproximadamente 1212 personas, se dedican al comercio ubicadas en promedio 723 en el área urbana y 489 en la rural, siendo el comercio de víveres y granos lo de mayores ingresos por concepto de ventas. Existe un gran movimiento comercial el día de feria que se lo realiza una vez por semana el día domingo, en el cual los comerciantes acuden a ofertar sus productos al por menor y mayor.
Posee un hato aproximado de 10 000 vacas y en menor escala ganado porcino. Destinado a la pesa y se le da valor agregado a la leche en diversas haciendas con la realización de quesos, yogur y en la actualidad se está especializando un sector en la elaboración de quesos gourmet.
En el cantón, debido a su situación geográfica, en un 90 por ciento, están los sembríos de ciclo corto, destacando el algodón; también tiene importancia el maíz, el maní, existen cultivos de sandía, melón, y en menor escala: maní, yuca y diversas hortalizas. En lo que respecta a cultivos permanentes, se encuentra el banano en sus diversas presentaciones. Teniendo así la compañía Dole, en la parroquia Ángel Pedro Giler el cultivo de banano orgánico más grande del país. Existen pequeñas plantaciones de ají y cítricos.

### Línea productiva de transporte almacenamiento y comunicación
Involucra el auge tecnológico de micro empresas en áreas tales como:Cibercafé, electrónica y la venta de productos agropecuarios en el mercado local y regional (Rocafuerte – Chone - Calceta) generalmente se realiza en unidades de transporte liviano y pesado.

Para la comercialización de productos agrícolas existe el mercado municipal en donde se oferta los productos de la zona.
Especialmente el día de feria que se lo realiza generalmente los días domingos en donde acuden a la parte central a ofertar sus productos.

Como Tosagua constituye un paso obligado para las unidades de transporte público intercantonal e interprovincial se realizan carga y descarga de pasajeros diariamente, generando un movimiento vehicular y comercial permanente, en el centro del pueblo se ubican camionetas que transportan a las personas con sus productos, para el traslado a las comunidades existen líneas de transporte que prestan servicio hacia las mismas.